# Dvory, Prachatice
Dvory là một làng thuộc huyện Prachatice, vùng Jihočeský, Cộng hòa Séc.